# Česká Ves (Město Albrechtice)
Česká Ves (německý Neudörfel) je vesnice, část města Město Albrechtice v okrese Bruntál. Původní český název byl až do 80. let 20. století Nová Ves. Nachází se asi 3 km na jihozápad od Města Albrechtic.
Česká Ves leží v katastrálním území Česká Ves u Města Albrechtic o rozloze 4,29 km2.

## Historie
Česká Ves byla založena v roce 1562. S dalšími sedmi obcemi náležela k panství Hošťálkovy, které byly od roku 1580 v majetku rodu Skrbenských z Hříště. Počátkem 17. století stál v obci evangelický kostel, který byl zasvěcen sv. Šimonovi a Judovi, který byl roku 1631 určen olomouckým biskupem jako farní kostel panství Hošťálkovy. V roce 1980 byl Městským národním výborem zdemolován. Na okraji obce je od roku 1857 samostatný evangelický hřbitov. Po odsunu původního německého obyvatelstva v roce 1945 hřbitov chátral. Jeho záchranu iniciovali v roce v 2006 dobrovolníci s přispěním organizace Hnutí Duha Jeseníky, kteří se stali jeho vlastníky a postupně jej opravují.

## Vývoj počtu obyvatel
Počet obyvatel České Vsi podle sčítání nebo jiných úředních záznamů:
| Rok            | 1869 | 1880 | 1890 | 1900 | 1910 | 1921 | 1930 | 1950 | 1961 | 1970 | 1980 | 1991 | 2001 |
| -------------- | ---- | ---- | ---- | ---- | ---- | ---- | ---- | ---- | ---- | ---- | ---- | ---- | ---- |
| Počet obyvatel | 513  | 467  | 413  | 401  | 350  | 318  | 325  | 120  | 113  | 8    | 3    | 4    | 10   |

1. ↑  Z toho: 0 Čechoslováků, 324 Němců; 130 řím. kat., 195 evang.

V České Vsi je evidováno 71 adres: 45 čísel popisných (trvalé objekty) a 26 čísel evidenčních (dočasné či rekreační objekty). Při sčítání lidu roku 2001 zde bylo napočteno 35 domů, z toho 7 trvale obydlených.

## Pamětihodnosti
Evangelický hřbitov

## Galerie

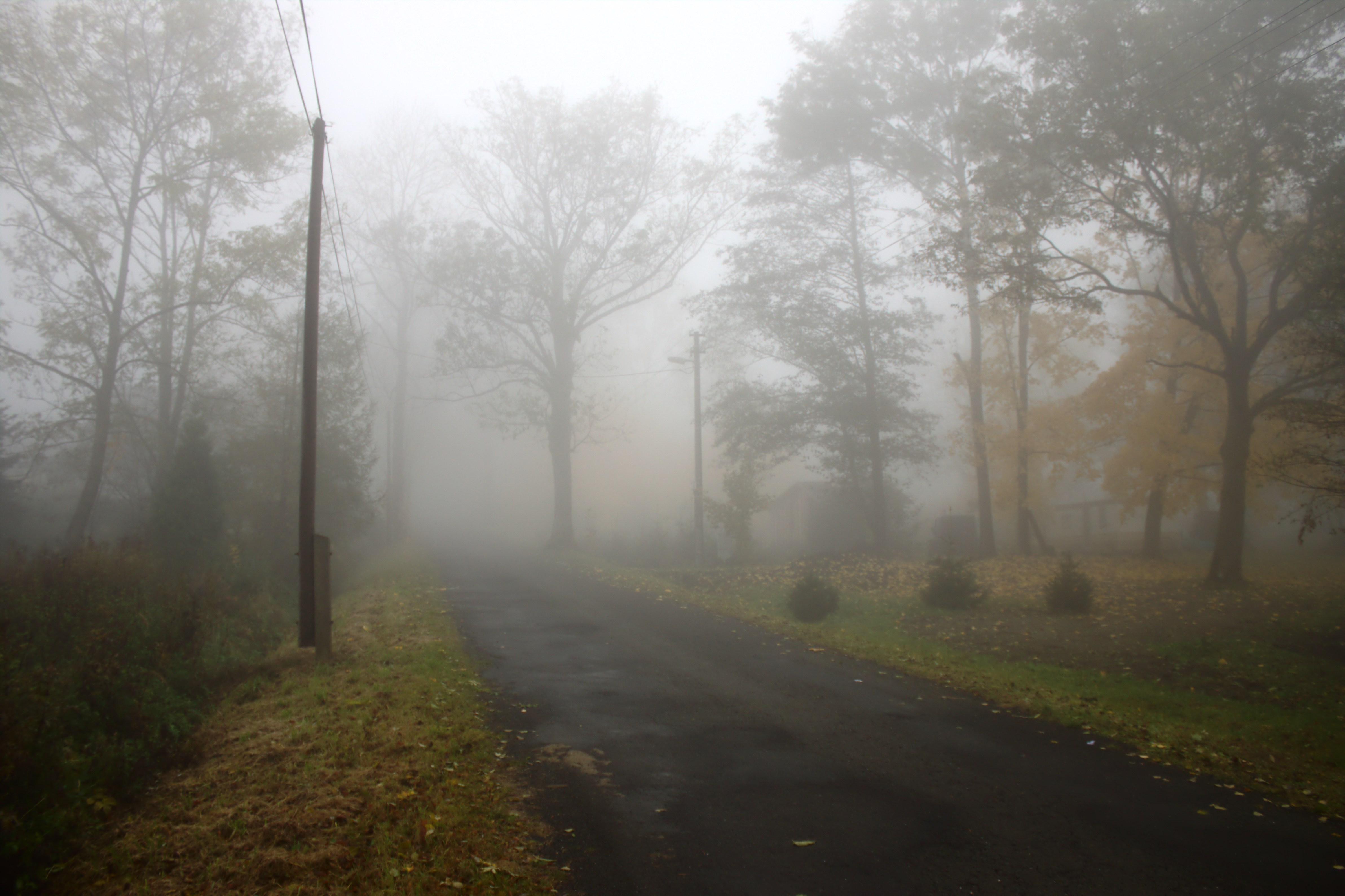
Cesta v mlze
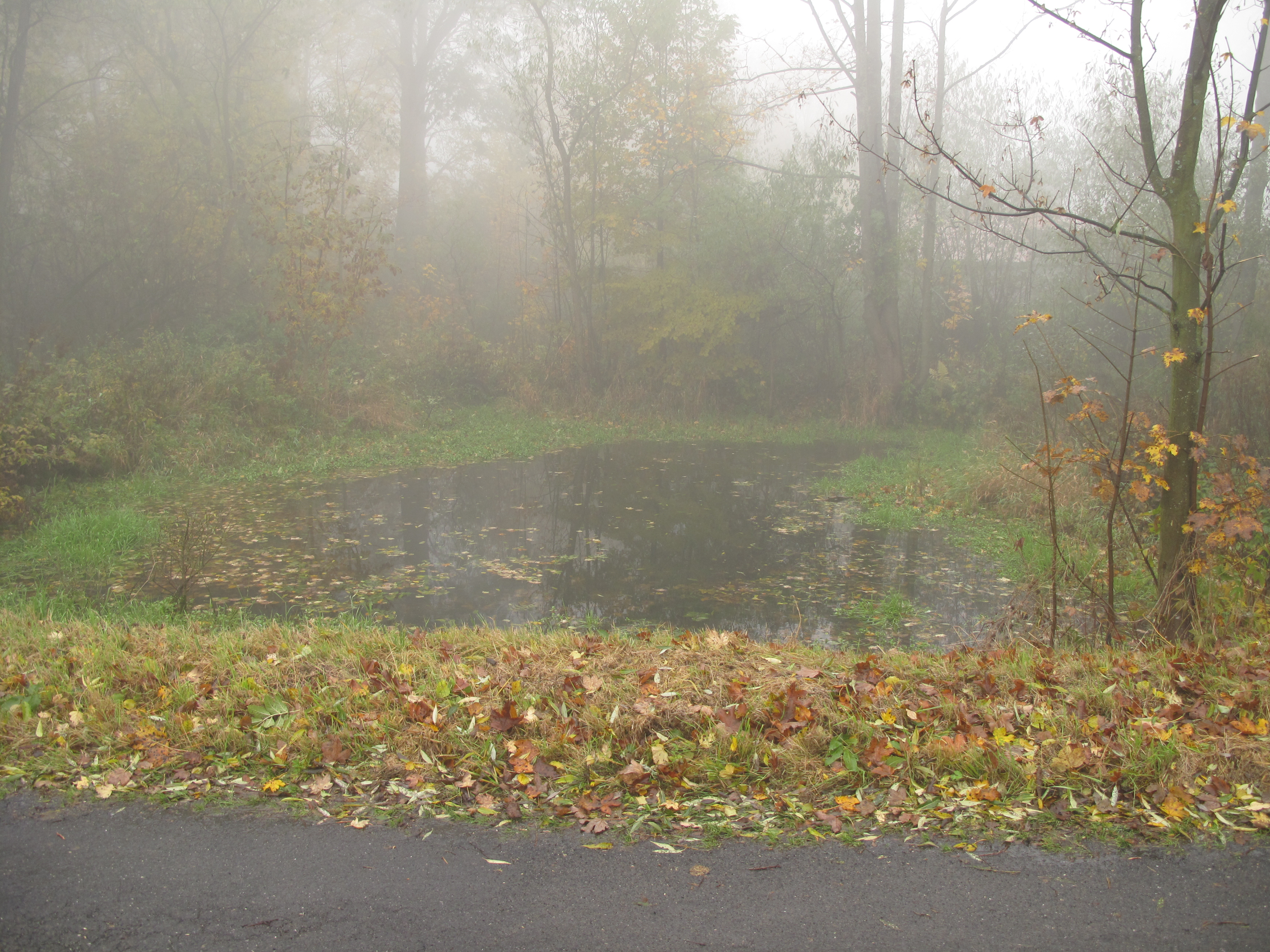
Tůň
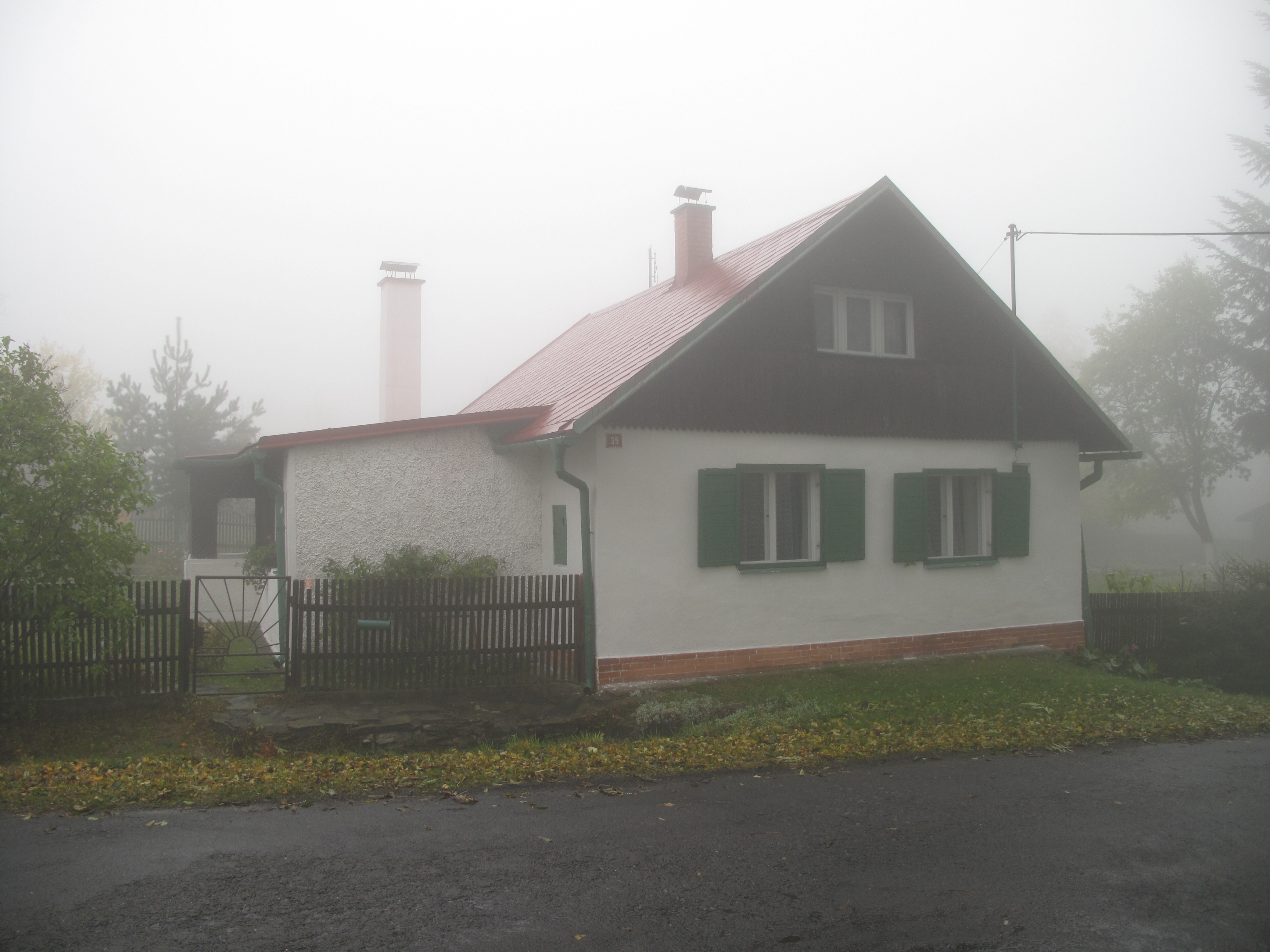
Dům v mlze
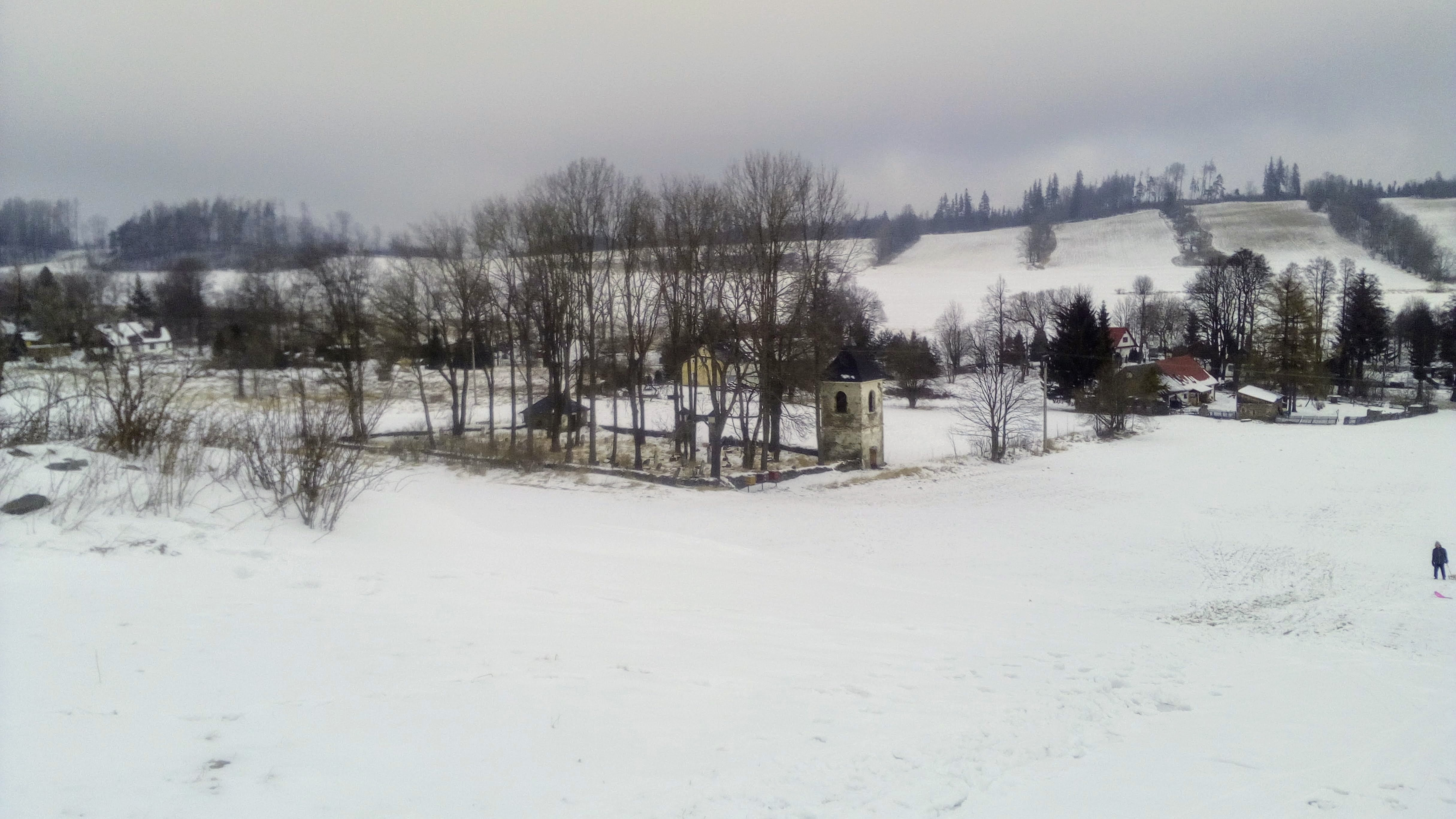
Evangelický hřbitov